# Ángelo Rodríguez
Ángelo José Rodríguez Henry, noto semplicemente come Ángelo Rodríguez (San Andrés, 4 aprile 1989), è un calciatore colombiano, attaccante del Santa Fe.

## Palmarès

### Club

#### Competizioni nazionali
- Campionato colombiano: 3

Atlético Nacional: 2011-I
Independiente Medellín: 2016-I
Deportes Tolima: 2018-I